# Najwyższa Izba Obrachunkowa
Najwyższa Izba Obrachunkowa (do 1821 Izba Obrachunkowa) – organ kontroli finansowej powołany do życia w 1815 roku na podstawie przepisów konstytucji Królestwa Polskiego. Najwyższa Izba Obrachunkowa była kontynuacją Głównej Izby Obrachunkowej działającej w Księstwie Warszawskim w latach 1808–1815.
NIO podlegała bezpośrednio królowi, a nadzór nad nią sprawował namiestnik. Miała za zadanie kontrolować stan finansów publicznych i rachunki instytucji rozporządzających funduszami publicznymi; wydawała także opinie.
W jej skład wchodzili: prezes, czterech radców, pisarz i asesorowie. Działała w zespołach przynajmniej trzyosobowych. Prezes NIO wchodził w skład Zgromadzenia Ogólnego Rady Stanu jako nadzwyczajny radca stanu. Jego tytuł został przemianowany po powstaniu listopadowym na kontrolera generalnego.
Najwyższa Izba Obrachunkowa zakończyła swoje działanie wraz z istnieniem Rady Administracyjnej w roku 1867.